# Sportrobi
A Sportrobi Magyarországon fejlesztett fehérjepor, koncentrátum, az 1980-as években az országban gyakorlatilag egyedüliként kapható fehérje alapú táplálékkiegészítő volt, melyet dietetikai célok mellett sportolók számára is ajánlottak. A Vasmegyei Tejipari Vállalat Répcelaki Sajtüzemében készült. Nem tudni, pontosan mikor vezették ki, de 1988-ban már beszámoltak a lapok arról, hogy érdeklődés hiányában az ország egyes területein már nem forgalmazták. Nevében a „robi” nem a Róbert becézése, hanem a „roborálás” (erősítés) szóból származik.

## Előállítása és jellemzői
A Központi Élelmiszeripari Kutató Intézet enzimológiai osztályán fejlesztette ki a terméket Kiss Ernő, Cserháti Tibor és Farkasdi László. Olyan tejfehérje-koncentrátumot hoztak létre sovány tejből, mely proteolitikus enzimmel kezelt, alacsony laktóz-, szénhidrát- és zsírtartalmú. Fehérjetartalma 83% volt, 2% tejcukrot és 3% zsírt tartalmazott. Alacsony cukortartalma miatt nehezen oldódott. Aminosavakkal, káliummal és magnéziummal dúsították. Fogyasztását dietetikai szempontból is javasolták olyan betegségek esetében, ahol nagyobb mennyiségű fehérje fogyasztására volt szükség, mint például egyes vesebetegségek, a májzsugor vagy egyes fertőző betegségek. Sportolók számára is ajánlották táplálékkiegészítőnek. Turmix formában történő fogyasztása mellett javasolták egyéb ételekhez való keverését is, például madártejhez, főzelékekhez és krémekhez, vagy akár kenyérbe sütve. Kakaós ízben is kapható volt.